# Archipiélago Dampier
El archipiélago Dampier es un pequeño archipiélago de islas costeras localizado en la costa septentrional de Australia,  cerca de la pequeña ciudad homónima de Dampier (1 371 hab. en 2006) en el estado de Australia Occidental. Lleva su  nombre en reconocimiento a William Dampier, un bucanero y explorador inglés que visitó la zona en 1699. Dampier nombró una de las islas, la isla de Rosemary. 
Las islas del archipiélago son las isguientes: Angel,  Brigadier, Cohen, Conzinc, Delambre, Dolphin, Eaglehawk, Enderby, Egret, Gidley, Goodwyn, Haycock, Huay, Intercourse, East Intercourse, East Middle Intercourse, West Intercourse, West Middle Intercourse, Keast, Kendrew, Lady Nora, Legendre, East Lewis, West Lewis, Malus, Mawby, Mistaken, Rosemary, Tidepole, Tozer y Wilcox

## Historia
La isla más grande (o península) en el grupo era conocida como Murujuga por los primeros habitantes, los yaburara (o Jaburara). El primer asentamiento inglés cambió el nombre a la isla por el de isla Dampier y posteriormente se cambió oficialmente el nombre a península Burrup.

## Recursos Marinos
A pesar de ser una región a través de la que se realiza una frecuente navegación y una considerable actividad industrial, el archipiélago cuenta con considerables recursos marinos.

## Patrimonio indígena
En 1868, el área fue el lugar de la «masacre de la espuma volante» («Flying Foam massacre»), en la que entre 20 y 150 miembros de los yaburara fueron asesinados. 